# Telepathy (utwór)
„Telepathy” – piosenka disco pochodząca ze ścieżki dźwiękowej do serialu produkcji Netflix pt. The Get Down (2016). Napisany przez Się Furler, Mikkela S. Eriksena i Tora Erika Hermansena oraz wyprodukowany przez Nelsona George’a, duet Stargate, Elliotta Wheelera i Baza Luhrmanna, utwór wykonywany jest przez amerykańską wokalistkę Christinę Aguilerę. Udział w nagrywaniu piosenki miał także gitarzysta Nile Rodgers. 9 września 2016 roku nagranie wydano na singlu we Włoszech. 16 września premierę odnotował opublikowany cyfrowo EP złożony z remiksów piosenki.
Kompozycja została pozytywnie oceniona przez krytyków muzycznych. Chwalono wokale Aguilery, warstwę instrumentalną oraz pozytywny przekaz tekstu. Nagranie uznano za utrzymane w stylistyce retro. Pomimo braku promocji medialnej singel notowany był też na listach przebojów w sześciu krajach świata. W Stanach Zjednoczonych objął 1. miejsce listy Hot Dance Club Songs, wydawanej przez magazyn Billboard. Aguilera samodzielnie wyprodukowała nieoficjalny, inspirowany erą disco teledysk do utworu, którego reżyserią zajęła się Hannah Lux Davis. Krytycy ciepło przyjęli wideoklip, chwaląc między innymi image piosenkarki.

## Informacje o utworze
Na początku 2016 roku do informacji publicznej podano, że Christina Aguilera nawiązała współpracę z Nilem Rodgersem, by nagrać piosenkę na ścieżkę dźwiękową z nowego serialu produkcji Netflix. The Get Down, osadzony w drugiej połowie lat siedemdziesiątych, skupia się na chaotycznych losach nastolatków z Bronksu. Tłem dla wydarzeń jest eskalacja muzyki dyskotekowej oraz hip-hopu. „Telepathy” określony został jako utwór disco, inspirowany muzyką tego okresu. Baz Luhrmann, twórca The Get Down, wyznał, że nagranie ma reprezentować czasy, które z perspektywy lat widziane są jako „płodne dla rozwoju kreatywności”. Aguilera współpracowała z Luhrmannem w 2001 roku; efektem ich kolaboracji okazał się singel „Lady Marmalade”, promujący musical Moulin Rouge!.
Piosenkę „Telepathy” napisała Sia Furler, która wcześniej tworzyła materiały na albumy Aguilery Bionic (2010) oraz Lotus (2012). Nagrała też wersję demo, której fragment wyciekł do sieci w 2020 roku. Jak wyznał producent Nelson George, „bazowy beat utworu opiera się na strukturze przebojów z lat 70., do których tańczono vogue w klubach takich jak House of LaBeija”. Produkcją nagrania zajęli się też Luhrmann i Elliott Wheeler oraz duet Stargate, na który składają się norwescy muzycy Mikkel Storleer Eriksen i Tor Erik Hermansen. Eriksen i Hermansen są także współautorami tekstu, który traktuje o synergii w związku uczuciowym, o duchowej telepatii. W refrenie Aguilera śpiewa: „Ja mam ciebie, a ty masz mnie. Wzajemnie się znamy, łączy nas telepatia”. Podczas rejestrowania piosenki w studio korzystano między innymi z instrumentów strunowych, gitarowych, basowych oraz rogu.
Premierę nagrania planowano na 12 sierpnia 2016 − dzień, w którym wydany miał zostać soundtrack z serialu The Get Down. Ostatecznie już 11 sierpnia opublikowano piosenkę w serwisie streamingowym Apple Music. 3 września w systemie cyfrowym wydano sześć remiksów utworu. Ich autorami byli Eric Kupper, Rare Candy oraz członkowie duetu Moto Blanco. Spośród nagrań stworzonych na ścieżkę dźwiękową z The Get Down „Telepathy” spotkał się z największą popularnością.

### Obecność w kulturze masowej
W czerwcu 2018 roku utwór odtwarzany był w trakcie Parady Równości − warszawskiej manifestacji LGBT. Aguilera informowała o tym w social mediach.

## Wydanie singla

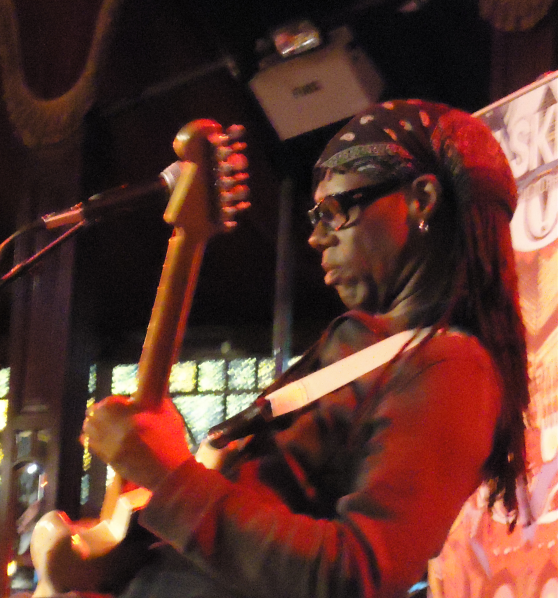
W nagrywaniu utworu brał udział gitarzysta Nile Rodgers.

Początkowo nie planowano publikacji „Telepathy” na singlu. 23 sierpnia 2016 wydawnictwo singlowe pojawiło się na terenie Włoszech nakładem Sony Music Italy; zostało udostępnione w rozgłośniach radiowych. Do włoskich radiofonii rozesłano remiks autorstwa amerykańskiego producenta Jamesa Ryana Ho, lepiej znanego pod pseudonimem Malay. Standardową wersję piosenki wydano w systemie digital download 9 września. W dzień po premierze cyfrowej „Telepathy” stał się jednym z najpopularniejszych nowo wydanych singli we Włoszech. Ponadto, w oparciu o dużą liczbę próśb ze strony słuchaczy, północno- i południowoamerykańskie rozgłośnie radiowe dodały „Telepathy” do swoich playlist. 2 września 2016 utwór miał swoją premierę w polskich radiofoniach. 12 września wytwórnia Sony Music potwierdziła, że „Telepathy” jest oficjalnym singlem promującym soundtrack do serialu The Get Down. 16 września w Stanach Zjednoczonych i innych rejonach świata wydano EP, na który złożyło się sześć remiksów singla. Ich autorami byli Rare Candy, Eric Kupper, Malay, Tobtok oraz członkowie duetów Solidisco i Moto Blanco. EP opublikowano w systemie cyfrowym. W ciągu tygodnia, jeszcze przed końcem września „Telepathy” stał się najpopularniejszym utworem wśród amerykańskich DJ-ów. W październiku singel emitowały brytyjskie radiostacje zorientowane w muzyce dance.
Już w dniu prapremiery, 11 sierpnia, utwór zdołał zająć pierwsze miejsce zestawienia najpopularniejszych piosenek z soundtracków w serwisie iTunes Store. Potem objął między innymi drugą pozycję listy najlepiej sprzedających się utworów w brazylijskim sektorze iTunes Store. W połowie sierpnia 2016 „Telepathy” debiutował na francuskiej liście przebojów sporządzonej przez SNEP, zajmując pozycję sto dwudziestą. Później zdołał uplasować się w Top 20 notowania hitów klubowych w Danii oraz zajął trzydzieste ósme miejsce flamandzkiej listy Ultratip 30, wydawanej przez belgijską organizację Ultratop. Był notowany na włoskich i chilijskich listach przebojów. W Stanach Zjednoczonych utwór wspiął się na szczyt zestawienia magazynu Billboard Hot Dance Club Songs; miejsce pierwsze objął 12 listopada 2016.

## Opinie
Pod koniec października 2016 Mike Wass, dziennikarz piszący dla witryny idolator.com, nazwał „Telepathy” jednym z najlepszych i najbardziej niedocenionych wydawnictw singlowych roku. Redaktorzy serwisu luvpop.pl wróżyli „Telepathy” nominację do nagrody Grammy w kategorii najlepszy solowy występ pop. W grudniu 2016 pamfleciści współpracujący ze stroną fuse.tv wyłonili najlepsze piosenki roku. „Telepathy” zajął w tym notowaniu miejsce czternaste. W podobnych superlatywach pisali o nagraniu dziennikarze strony digitalspy.com. W rankingu sporządzonym na potrzeby witryny popheart.pl dziennikarze muzyczni wskazali dziesięć najlepszych piosenek napisanych przez Się Furler dla innych artystów. Jedną z tych kompozycji została „Telepathy”. W sierpniu 2017 zespół redaktorów popheart.pl opracował listę dziesięciu najlepszych piosenek w całej karierze Aguilery. „Telepathy” objął na niej miejsce 9. Amerykańska drag queen Lady Bunny także chwaliła utwór. Dziennikarz muzyczny Lamar Dawson zaznaczył, że wśród fanów Aguilery „Telepathy” uchodzi za jedno z najbardziej lubianych nagrań, a Zuzanna Janicka (the-rockferry.pl) uznała, że jest to „jeden z najlepszych szerzej nieznanych utworów wokalistki”. Holenderski publicysta Michiel Vos sklasyfikował nagranie jako jeden z dziesięciu najlepszych singli Aguilery. Serwis Koncertomania przypisał utworowi miejsce dziewiąte podobnego notowania.

### Recenzje
Kompozycja spotkała się z pozytywnym odbiorem wśród krytyków i dziennikarzy muzycznych. Według Bradleya Sterna, dziennikarza współpracującego z serwisem popcrush.com, „Telepathy” to utwór „mieniący się światłem i dumny”. „Potężny głos Vintagetiny niesiony jest przez melodię utrzymanego w pozytywnym duchu nagrania, które przepełnia brzmienie instrumentów strunowych i rogu”, pisał Stern, kwitując piosenkę jako bardzo taneczną. Jordan Miller (breatheheavy.com) chwalił wokal Aguilery, uznając, że „tańczy on tango z funkowym beatem przy głośnych dźwiękach rogów i gitarowych riffów”. Recenzent piszący dla witryny thatgrapejuice.net okrzyknął „Telepathy” jako „zabarwioną muzyką disco błyskotliwość”, zapewniającą Aguilerze „wysokie loty wokalne”. Porównał też nagranie do singlowego przeboju „Moves Like Jagger” z 2011 roku. W omówieniu utworu dla strony hotnewhiphop.com Danny Schwartz napisał: „'Telepathy' to kawałek łatwy do słuchania, zachęcający do tańca; jest jak pobłyskująca kula dyskotekowa, odzwierciedlająca salę pełną kochanków i przyjaciół pragnących zapomnieć o problemach dnia codziennego.” Lucas Villa (axs.com) refren piosenki nazwał „żarzącym się”, a wokale wykonawczyni określił jako „uduchowione”, oddające klimat lat siedemdziesiątych z „vintage'ową manierą”. Villa podsumował „Telepathy” jako kompozycję, która „poruszy tak młodszych, jak i starszych słuchaczy”. Bianca Gracie (fuse.tv) również pozytywnie oceniła śpiew Aguilery, nazywając go „władczym”, zgranym z warstwą instrumentalną utworu.
W recenzji dla witryny onsmash.com podsumowano „Telepathy” jako nagranie „pogodne, pełne życia”, w omówieniu dla strony abitofpopmusic.com − jako utwór chwytliwy, wraz z każdym kolejnym odsłuchaniem coraz silniej wpisujący się w pamięć. Alim Kheraj, dziennikarz współpracujący z serwisem hellogiggles.com, stwierdził, że „Telepathy” to utwór disco, którego fani muzyki „nawet nie wiedzieli, że mogą od Christiny Aguilery chcieć”. Michelle Lulic (bustle.com) uznała, że „estetyka lat 70. sprzyja głosowi Aguilery”. Samą piosenkę porównała do singlowego hitu wykonawczyni, „Genie in a Bottle” (1999), ze względu na podjętą tematykę związków uczuciowych i seksu. Według Joeya Nolfi, piszącego dla magazynu Entertainment Weekly, „'Telepathy' bardziej przypomina Back to Basics niż 'Your Body'”. Nolfi chwalił brzmienie instrumentów, wykorzystanych przez twórców kompozycji, a także „wysoki jak niebo” śpiew Aguilery. „Telepathy” nazwał najbardziej funkowym utworem w dotychczasowym dorobku artystki. Robbie Daw (idolator.com) pozytywnie ocenił wokale Aguilery, a samą piosenkę określił jako „euforyczną”. Karol Stefańczyk (cgm.pl) stwierdził, jakoby dyskotekowe 'Telepathy' „dowodziło, że ścieżka retro, którą Aguilera jednorazowo podjęła na kapitalnym albumie Back to Basics (2006), powinna być przez artystkę kontynuowana.” W recenzji dla serwisu gloskultury.pl Przemek Kowalski pisał, że „Telepathy” to „singel, który z łatwością podbiłby światowe listy przebojów”. Zdaniem Lamara Dawsona, publikującego na łamach witryny New Now Next, „Telepathy” jest „dyskotekowym przebojem”, a według Curtisa M. Wonga (HuffPost) to nagranie „eskapistyczne, pełne magii”.

## Teledysk
O planach realizacji teledysku do utworu media po raz pierwszy poinformowały 23 października 2016 roku. W serwisach społecznościowych pojawiła się wówczas fotografia domniemanie pochodząca z planu zdjęciowego wideoklipu. Jeszcze tego dnia zasugerowano, że reżyserią klipu zajmuje się Hannah Lux Davis, znana ze współpracy z takimi artystkami jak Ariana Grande, Nicki Minaj czy Lea Michele. Trwający minutę i trzydzieści sześć sekund materiał miał swoją premierę 30 października 2016. Teledysk miał charakter nieoficjalny (podobnie jak „Let There Be Love” z 2013 roku) i dedykowany był fanom Aguilery − powstał w podzięce za ich wsparcie. Wideo nie ma fabuły; przedstawia artystkę leżącą i śpiewającą na stole bilardowym oraz na wielkiej, staromodnej kanapie. Na twarzy Aguilery widnieje mocny, odważny makijaż, a otoczenie wokalistki wystrojone i oświetlone jest w taki sposób, by oddać ducha lat siedemdziesiątych. Strój piosenkarki mieni się brokatem. Jedno z ujęć na kanapie przedstawia Aguilerę, między nogami której znajduje się kula dyskotekowa. Klip został pozytywnie oceniony przez dziennikarzy, którzy chwalili między innymi image Aguilery. Jenna Lemoncelli (hollywoodlife.com) uznała, że teledysk stanowi odwołanie do klipu, który promował singel „Lady Marmalade” (2001). Daniel Megarry (gaytimes.co.uk), recenzując wideoklip, nazwał Aguilerę „królową disco”. Alim Kheraj (hellogiggles.com) napisał, że Aguilera „wygląda jak sen”. Według dziennikarzy współpracujących ze stroną aceshowbiz.com, „Telepathy” to „seksowny” klip, w którym wykonawczyni utworu „ocieka zmysłowością”.

### Współtwórcy
- Reżyseria: Hannah Lux Davis[6][70]
- Zdjęcia, montaż, oświetlenie: Juan Mosqueda[78][79]
- Charakteryzacja: Etienne Ortega[80]
- Stylizacja fryzury: Chris Appleton[80]

## Promocja i wykonania koncertowe
17 sierpnia 2016 w serwisie YouTube, na oficjalnym kanale firmy Netflix, udostępniono scenę z serialu The Get Down, w której wykorzystano piosenkę. Na początku września 2016 w sieci pojawił się klip przedstawiający układ choreograficzny, opracowany pod rytm utworu. Autorami układu byli tancerze Yanis Marshall, Danielle Polanco i Aisha Francis.
W 2019 roku piosenka została wpisana na setlistę rezydentury The Xperience. Wykorzystano ją jako przerywnik między występami Aguilery: ekran wizyjny ukazywał nagranie wideo z udziałem samej artystki, w mocnym makijażu oraz stroju pokrytym brokatem i cekinami. Utwór połączył się z hip-hopowym nagraniem „Accelerate”.

## Lista utworów singla
Wydany cyfrowo EP złożony z remiksów
1. „Telepathy” (Rare Candy Radio Mix) – 3:16
2. „Telepathy” (Eric Kupper Radio Mix) – 3:40
3. „Telepathy” (Solidisco Remix) – 4:00
4. „Telepathy” (Malay Remix) – 3:22
5. „Telepathy” (Tobtok Remix) – 4:46
6. „Telepathy” (Moto Blanco Radio Mix) – 3:06

## Remiksy utworu
| - Moto Blanco Club Mix − 6:11 - Moto Blanco Radio Edit − 3:06 - Eric Kupper Radio Edit − 3:40 - Eric Kupper Club Mix − 6:39 - Rare Candy Radio Edit − 3:16 - Rare Candy Extended Mix − 5:15 | - Malay Mix − 3:22 - Solidisco Remix – 4:00 - Tobtok Remix – 4:46 - Le Youth Remix – 4:19 - Laszlo Remix – 5:04 |

## Twórcy
Informacje za Tidal:
- Główne wokale: Christina Aguilera

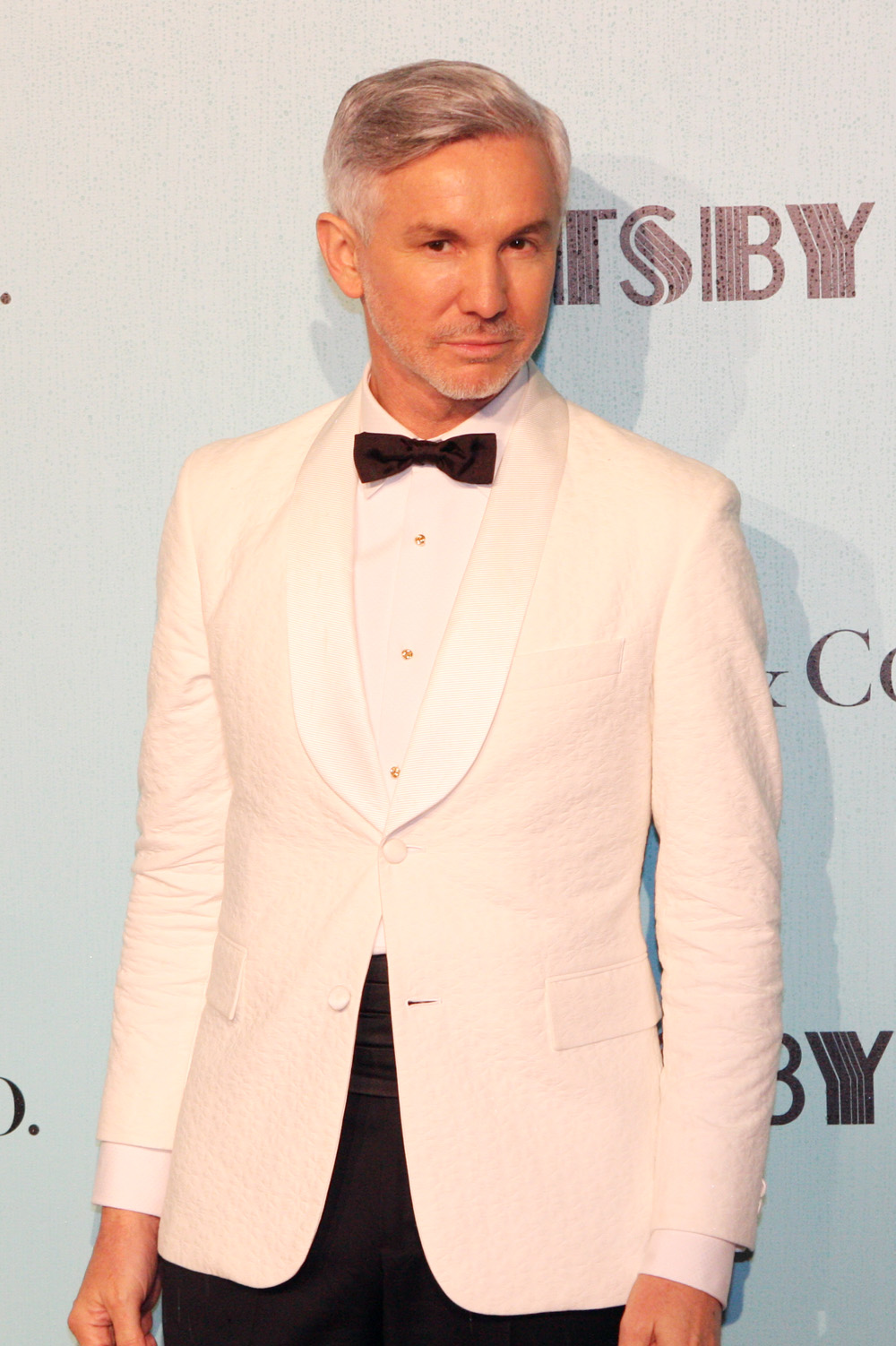
Baz Luhrmann, jeden z producentów nagrania.

- Producent: Nelson George, Stargate (w składzie Mikkel Storleer Eriksen i Tor Erik Hermansen), Elliott Wheeler, Baz Luhrmann
- Współpraca producencka: Nile Rodgers
- Autor: Sia Furler, Mikkel Storleer Eriksen, Tor Erik Hermansen
- Mixer: Chris Galland, Manny Marroquin
- Inżynier dźwięku: Robert Smith
- Gitara i dowodzenie instrumentami: Nile Rodgers
- Saksofon altowy: Todd Bashore
- Saksofon barytonowy: Jason Marshall
- Instrumenty basowe: Nick Movshon
- Instrumenty strunowe: Ari Streisfeld, Ben Russell, Brendan Speltz, Caitlin Lynch, Caleb Burhans, Chris Otto, Christine Kim, Conrad Harris, David Fulmer, Emilie Anne Gendron, Greg Chudzik, Isabel Hagen, Jeff Zeigler, Jennifer Choi, John Pickford Richards, Mariel Roberts, Nicole Jeong, Olivia De Prato, Pala Garcia, Pauline Kim Harris, Sarah Zun, Tom Chiu, Victor Lowrie
- Saksofon tenorowy: Stacy Dillard
- Puzon: Ryan Keberle
- Bębny: Homer Steinweiss
- Perkusja: Elizabeth Pupo-Walker
- Trąbka: Michael Leonhart
- Dowodzenie: Eric Hachikian
- Współpraca: Homer Steinweiss, Nick Movshon, Thomas Brenneck, Jeff Jackson, Robin Florent

## Pozycje na listach przebojów
| Kraj/region       | Notowanie (2016)             | Wydawca                     | Najwyższa pozycja |
| ----------------- | ---------------------------- | --------------------------- | ----------------- |
| Belgia (Flandria) | Ultratip 30                  | Ultratop                    | 38                |
| Chile             | Top 100 Singles              | Nielsen Chile/IDERE/Monitec | 99                |
| Dania             | Dance Top 50                 | IFPI                        | 18                |
| Francja           | Top 100 Singles              | SNEP                        | 120               |
| Rumunia           | Bubbling Under Singles Chart | Romanian Chart Top 100      | 1                 |
| Stany Zjednoczone | Billboard Twitter Top Tracks | Billboard                   | 31                |
| Stany Zjednoczone | Dance Radio Chart            | RIAA/Mediabase              | 29                |
| Stany Zjednoczone | Hot Dance Club Songs         | Billboard                   | 1                 |
| Włochy            | Top 200 Airplay              | FIMI                        | 50                |

## Historia wydania
| Region   | Data             | Format                              | Wytwórnia                       |
| -------- | ---------------- | ----------------------------------- | ------------------------------- |
| Włochy   | 23 sierpnia 2016 | airplay                             | Sony Music Italy                |
| Polska   | 2 września 2016  | airplay                             | Sony Music Entertainment Poland |
| Słowacja | 4 września 2016  | airplay                             | RCA Records                     |
| Włochy   | 9 września 2016  | digital download                    | Sony Music Italy                |
| Świat    | 16 września 2016 | digital download (digital remix EP) | RCA Records                     |

## Informacje dodatkowe
- Singel znalazł się na albumie kompilacyjnym DJ Promo October 2016: Pre Release & Future Chart Hits (Strictly DJ Use Only), wydanym 3 października 2016.[91]
- Cover utworu nagrał pochodzący z Florydy artysta muzyczny Junior Ky[92][93].